# غوص تجاري

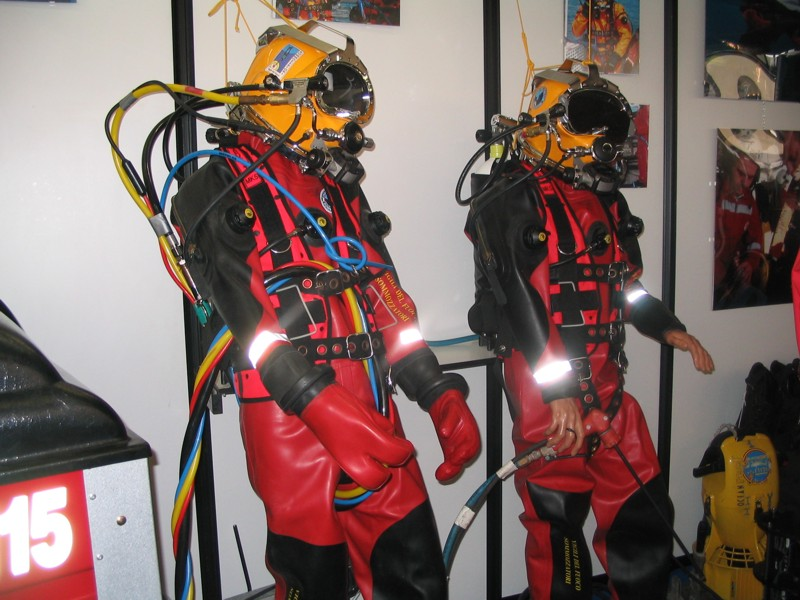
معدات للغوص التجاري السطحي في معرض تجاري

الغوص التجاري أو الغوص الربحي قد يُصنف على أنه تطبيق للغوص الاحترافي، حيث يكون عمل الغواص تحت الماء لهدف صناعي، انشائي أو هندسي أو للصيانة... الخ من الأهداف التجارية المشابهة للأعمال على اليابسة حيث يكون الغطس عادةً ثانويًا للعمل. تشريعيا في بعض حالات الغوص التجاري يكون الغوص جزء أساسي من الوظيفة لغايات مهمة مثل الغوص العلمي، الإعلامي، والسلامة العامة والغوص العسكري، وبذلك يكون مشابهًا للغوص الاحترافي لكن الاختلاف يكون في صفة الغواص في عقد الغوص؛ هذا الفرق قد لا يتواجد في بعض السلطات (الدول) ففي جنوب أفريقيا حسب قانون الصحة والسلامة العامة/1993 أي شخص يغطس تحت تحكم وارشادات شخص آخر يصنف ضمن الغوص المنتظم.

## تطبيقات للغوص التجاري

### الغوص البحري
أو الغوص البحري التجاري هو فرع معروف من الغوص التجاري حيث يكون عمل الغواص في دعم الاستكشاف والقطاع الإنتاجي لصناعة النفط والغاز. ومن الأمثلة على ذلك خليج المكسيك في الولايات المتحدة، وبحر الشمال في المملكة المتحدة والنرويج، وعلى طول الساحل البرازيلي. العمل في هذا المجال يتضمن صيانة منصة النفط وبناء المنشآت المطلوبة تحت الماء.
عادةً المعدات المستخدمة في هذا النوع مشابهة لمعدات الغطس السطحي لكن هذا يختلف باختلاف طبيعة العمل والمكان. فمثلا في خليج المكسيك يستخدم الغواصون البدلات الرطبة بينما في بحر الشمال يستخدمون البدلات الجافة أو حتى بدلات المياه الساخنة وذلك اعتمادا على درجة حرارة المياه.

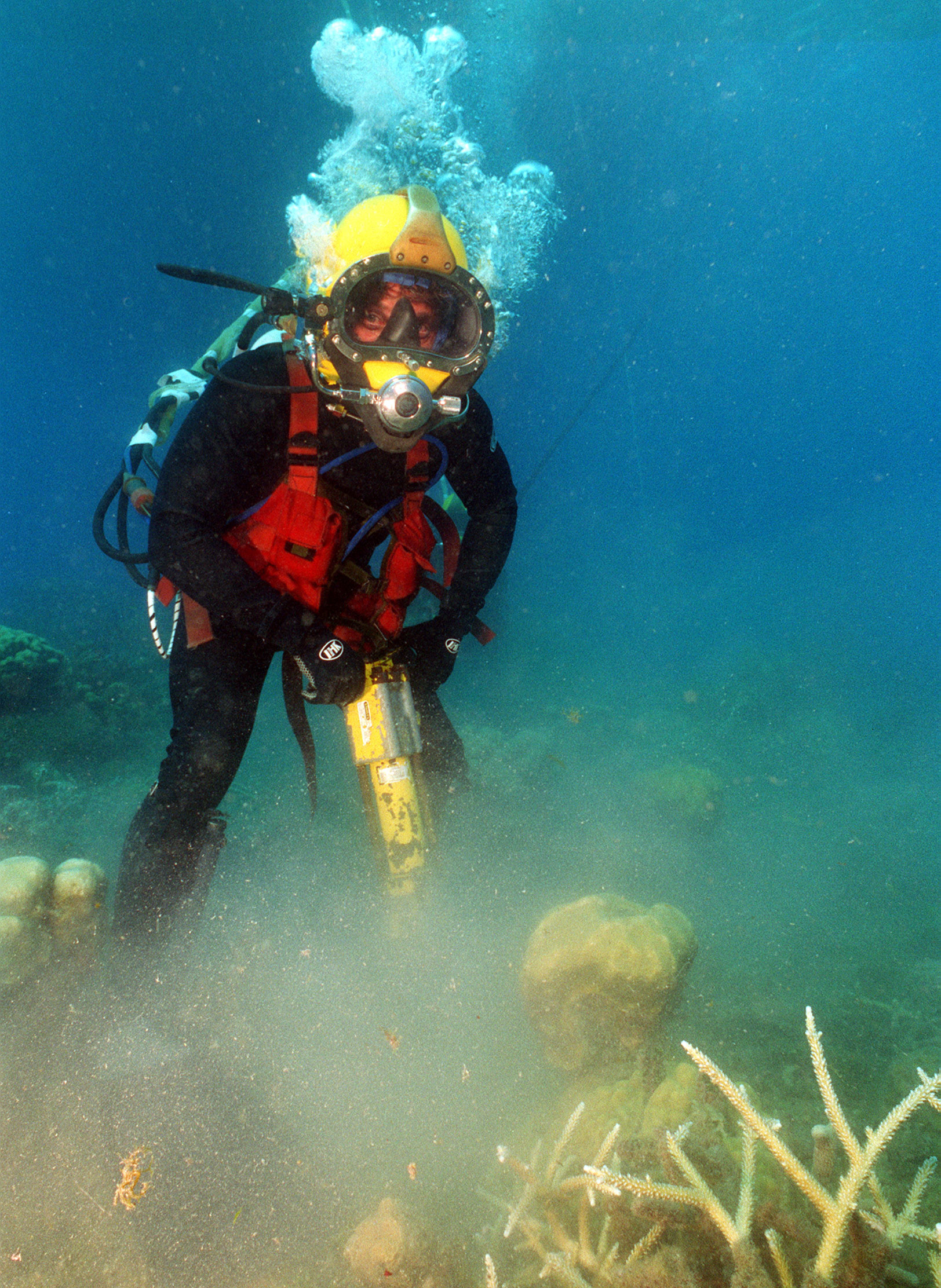
غواص يعمل لدعم أحد المشاريع الإنشائية تحت الماء

### الغوص المدني
(غوص الهندسة المدنية) أحد التطبيقات الرئيسية لمشاريع الغوص الساحلية معظم أعمالهم تكون معاينة ما تحت الماء أو الهندسة الانشائية أو الإصلاحات. أما الأماكن التي يغوصون فيها فهي متنوعة قد تجدهم يعملون في الموانئ والبحيرات وفي الأنهار حول الجسور والعوامات وفي السدود الكهرومائية، الكثير من هذه الأعمال تتم في المياه العذبة. وقد يُطلب من الغواصين معاينة وإصلاح ثقوب على عمق 180 مترًا والتي تتطلب احتياطات أمان خاصة.
المعدات المستخدمة تعتمد بالطبع على طبيعة العمل والموقع، لكن معدات الغوص السطحي هي ما يستخدم غالبا.

#### الإنشاء والترميم
الأعمال الخرسانية: التنظيف والتجهيز، الجرف والإمداد والضخ وتنظيف منشآت تحت الماء، قوالب الصب، التسليح، صب الخرسانة تحت الماء ؛بالحقن tremie وضخ الخرسانة، تخطي الخرسانة، الخرسانة المعبأة في أكياس.

ترميم الخرسانة؛ الترويب، تثبيت البراغي، الحفر والحفر الجوفي، تركيب الأنابيب ودعمها وحمايتها

### معاينة ما تحت الماء والاختبار اللاإتلافي (NDT)

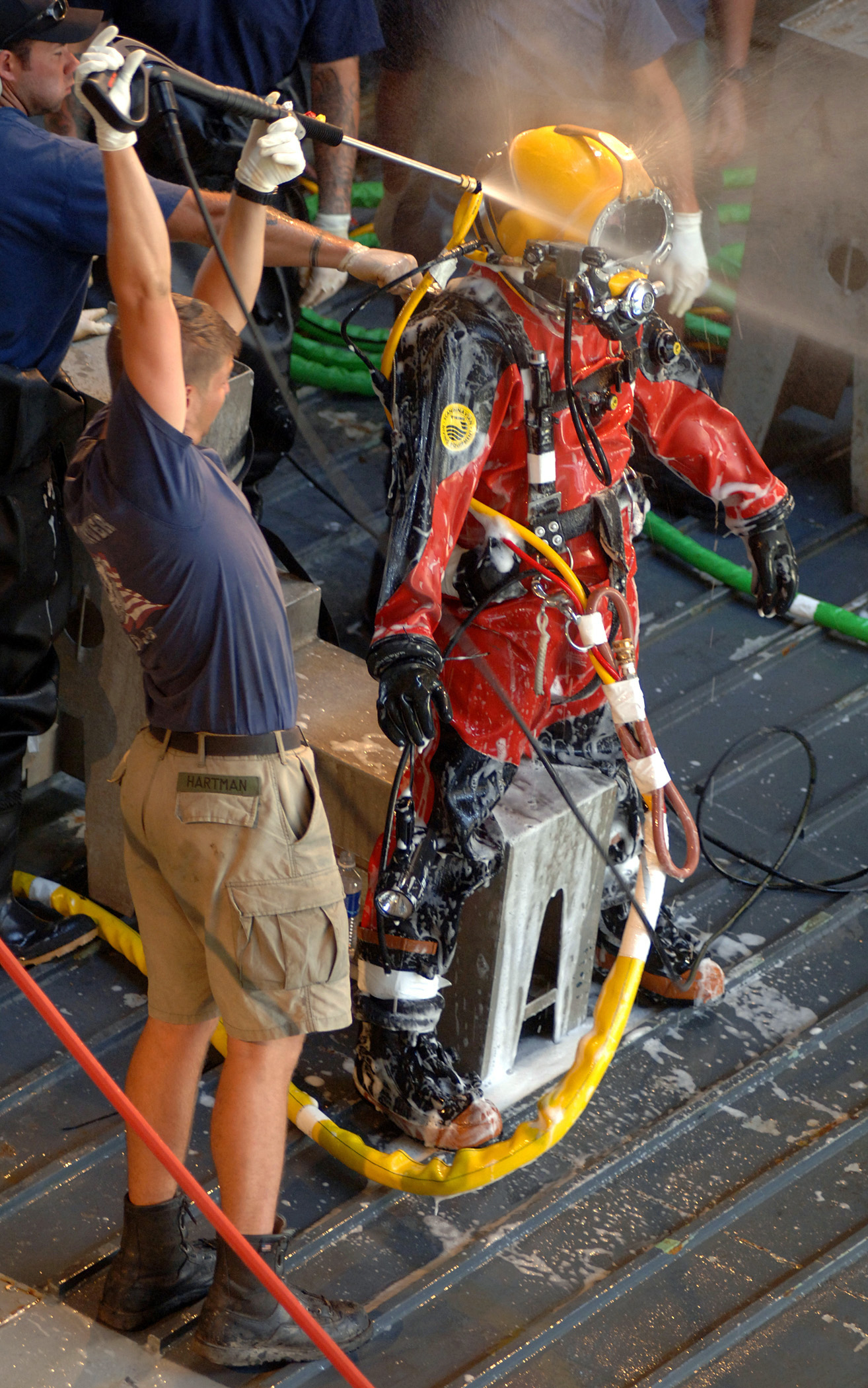
غواص بالبحرية الأمريكية يتم تطهيره بعد الغوص. إذا كان التلوث خطيرًا، فإن فريق إزالة التلوث كان ليرتدي معدات خاصة.

### الغوص الخطر
واحد من أخطر أنواع الغوص التجاري يستعمل طاقم من عاليي الخبرة والمهارة.
ينطوي على الغوص في المياه العادمة والكيماويات الخطرة كالإسمنت السائل أو حمأة النفط، فيحتاج هذا النوع من الغوص متطلبات خاصة لذلك:
- التطعيم ضد بعض الأمراض كالتهاب الكبد والكزاز
- وجود موظفين اكفاء للتطهير بعد عملية الغطس
- وجود خطط طوارئ تتناسب مع خطر بيئة العمل بالإضافة إلى معدات وموظفين جاهزين
- رصد الأثار على الأفراد على المدى الطويل

#### المهام التي يقوم بها الغواص في المياه الملوثة تشمل
- الصيانة الضرورية للصمامات وبوابات المياه
- إصلاح الخطوط التالفة من الأنابيب
- ضبط التلوث واحتوائه والتنظيف من حوادث التلوث
- جمع العينات مثل ما في وكالة حماية البيئة الأمريكية وحدات متخصصة في الغوص في المياه الملوثة ووحدات فريق الاستجابة البيئية للغوص.[6][7]
- الغوص في المطامر لصيانة معدات الضخ وذلك لتجنب تلوث المياه الجوفية
- أعمال الصيانة والترميم داخل المجارير أو أعمال معالجة المياه العادمة أو العمل في خزانات المياه العادمة.
- أعمال الصيانة والترميم في المحطات النووية
- مختلف الترميمات وايجاد الأشياء الضائعة
- ايجاد واستعادة الجثث بعد الجرائم والكوارث والحوادث عادةً يقوم بذلك غواصو الشرطة وغواصو السلامة العامة وأحيانا غواصو الجيش للمساعدة في الحوادث الكبرى.

### الغوص فيمياه الشرب
الغوص في خزانات مياه الشرب مهمات الغواص تكون غالبا المعاينة والصيانة ويوصف بأنه غواص مياه الشرب. والمخاطر هنا تعتمد على مقدار المياه وضيق المساحة وتصريف المياه، ويُحد من خطر تلوث المياه بعزل الغواص في بدلة جافة وخوذة أو قناع لكامل الرأس معقمين قبل الغوص

### غوص الاسترداد
هو الغوص الذي يعمل على استعادة كل أو جزء من السفن والطائرات وحمولاتها وغيرها من المراكب والهياكل التي غرقت أو سقطت في الماء .وقد يشير إلى الإصلاح الذي يتم للسفن المنكوبة والمهجورة ولا تزال طافية.
في الغالب يصنف على أنه غوص تجاري وقد يصنف بغوص عسكري اعتمادًا على عقد الغوص والهدف منه.
غوص التخليص (ازالة عوائق ومخاطر الملاحة) يرتبط بشدة بغوص الاسترداد لكن هدفه ليس استعادة الأشياء وإنما إزالة العوائق أو التقليل من أضرارها فقط. العديد من التقنيات المستخدمة في غوص التخليص تستخدم في غوص الاسترداد.

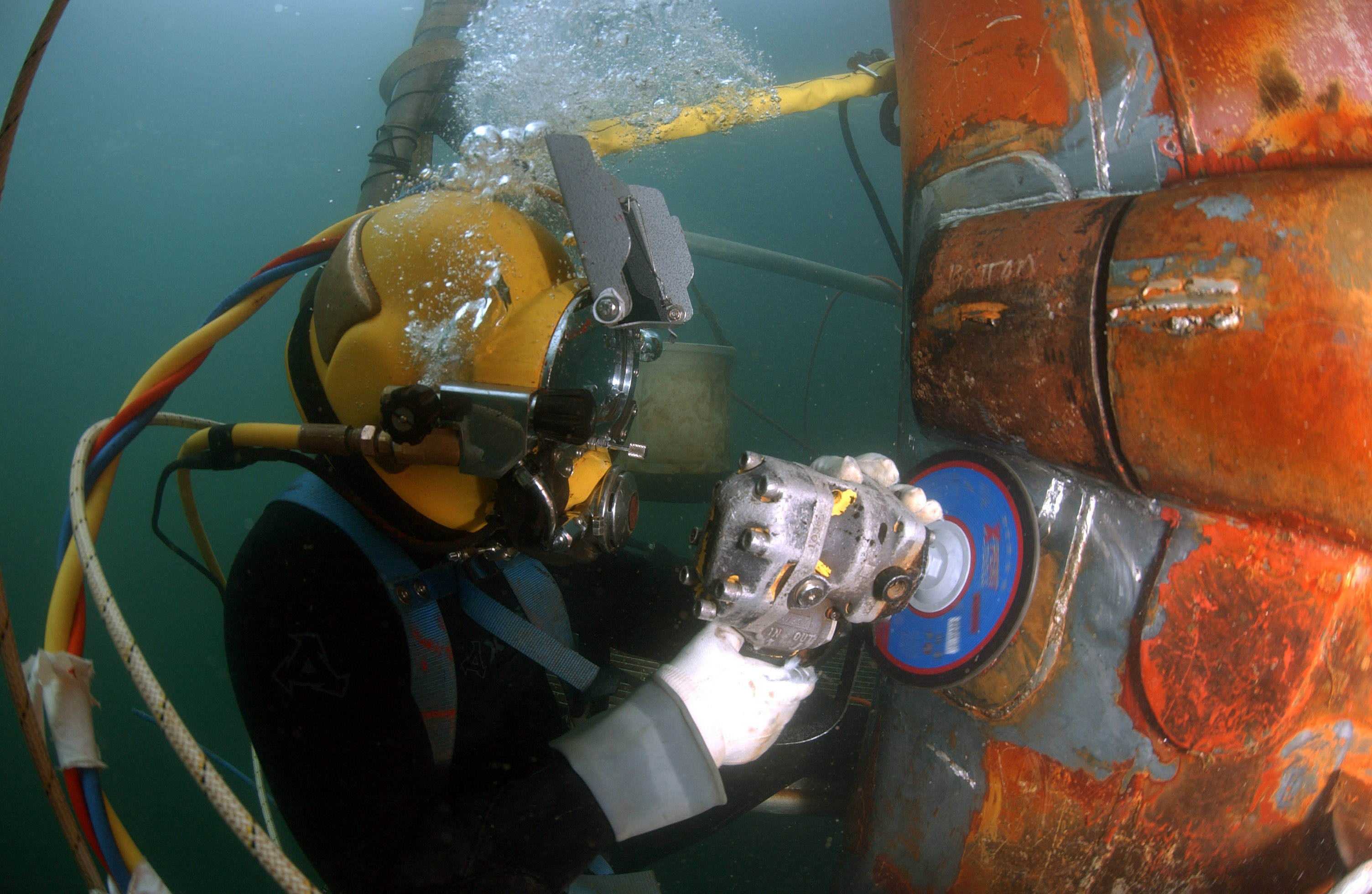
غواص يقوم بأعمال الإصلاح للهيكل الخارجي

### رعاية السفن
إنّ رعاية السفن تشمل الصيانة والتنظيف وصيانة هيكلها وتجهيز معداتها؛ تشير الصيانة هنا إلى الأجزاء التي لا تغطيها الكوادر الفنية.

#### المهام التي تشملها
- تنظيف الهيكل تحت الماء لازالة الكائنات الحية العالقة التي تثبط السفينة فتقلل سرعتها وتزيد من استهلاك الوقود. قد يكون كلي أوجزئي وخصوصا المراوح والمجادف
- الاختبار اللاإتلافي والمعاينة تشمل مسح القاذورات ومعاينة الضرر الواقع أو المتوقع بالهيكل أو المعدات أو الدهان والنظر في الترميمات
- ترميم الهيكل والملحقات والأدوات تحت الماء والمساحات الصغيرة من أعمال الدهان.[11]

## المعدات

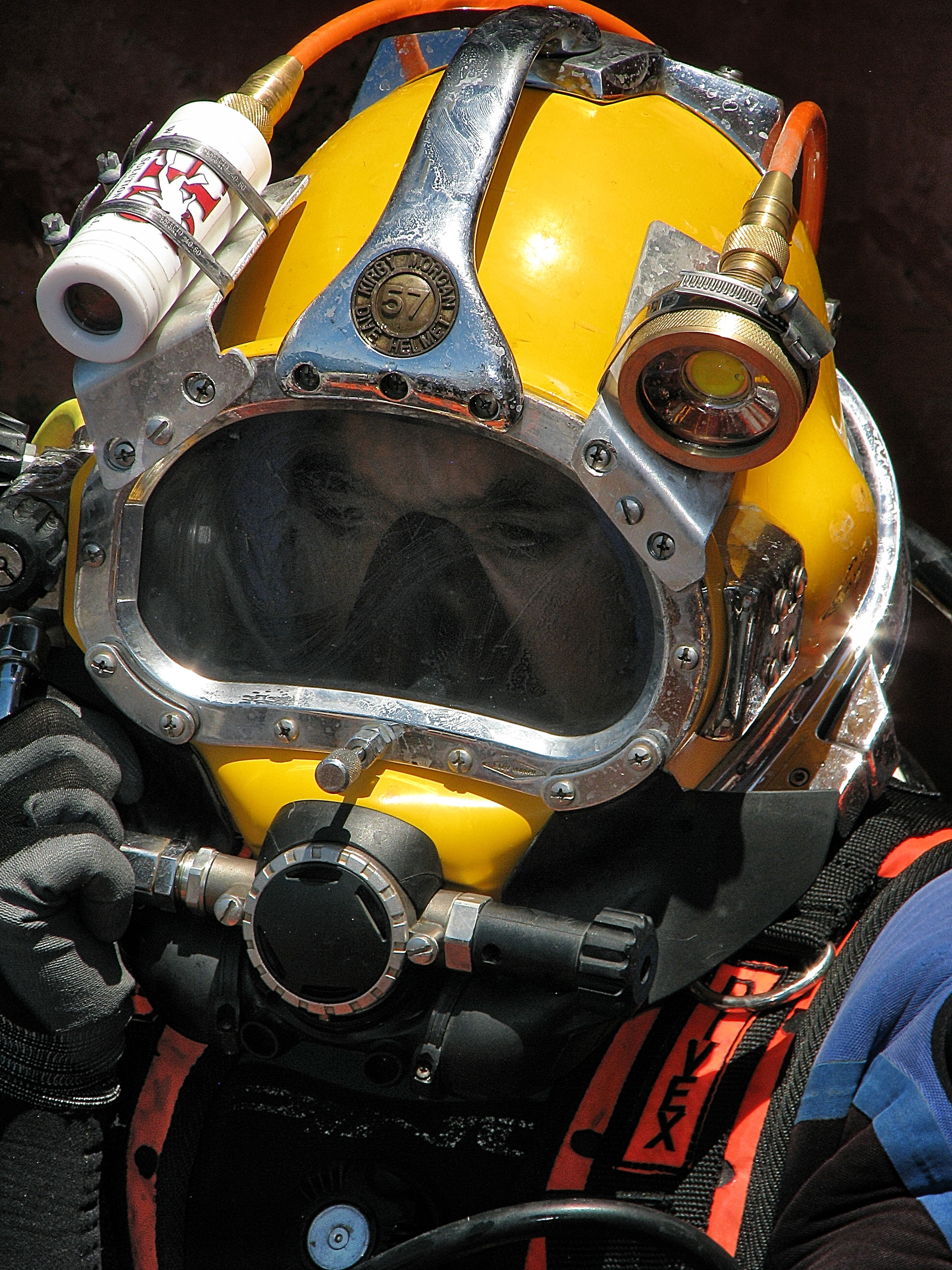
غواص مزود بخوذة الغوص

### بدلة الغطس
تعتمد على درجة حرارة المياه والعمق والمدة المقرر غوصها وبناءً على ذلك سيستخدم الغواص البدلة الجافة أو البدلة الرطبة أو بدلة المياه الساخنة. البدلة الرطبة توفر عزل حراري من خلال طبقات من رغوة النيوبرين لكنها بالتأكيد ستبلل الغواص، أما بدلة المياه الساخنة فهي مشابهة للبدلة الرطبة إلا أنها تغمر بماء دافئ تُضخّ من خلال زر عند وسط الغطاس، والبدلة الجافة طريقة أخرى للحماية وعملية من خلال ابقاء الغواص جافًا تحت البدلة ويعتمد عزل الغواص على نوع قماش البدلة وانحباس الهواء في الجزء الحراري الداخلي ،وتعزل الغواص عن التلوث البيئي، اختيار البدلة المناسبة يعتمد على العوامل المحيطة فللغوص في المياه العميق والباردة لمدة طويلة يتطلب بدلة المياه الساخنة أو البدلة الجافة وفي المواقع الملوثة بيئيا نحتاج بدلة جافة وقلنسوة جافة وقفازين جافين على الأقل بحيث يبقى الغواص معزولا بالكامل عن البيئة المحيطة.

### جهاز التنفس
عدد من العوامل تحدد نوع الجهاز المستخدم هذه الاعتبارات تشمل طول مدة الغوص وتلوث المياه ومحدودية المساحة وإمكانية وصول مركبات الدعم، نادرًا ما يستخدم الغواصون التجاريون معدات سكوبا لأسباب صحية والسلامة المهنية.

## إحصائيات
يُقدر عدد موظفي الغوص التجاري حسب احصاءات مكتب العمل الأمريكي لشهر مايو 2019 -باستثناء الرياضيين والمنافسين الرياضيين وموظفي إنفاذ القانون وعمال الصيد وصيد الأسماك- وطنيًا بِـ3420 موظفًا، بمتوسط أجر سنوي قدره 67100 دولارًا ومتوسط سعر الساعة 32.26 دولارًا لهذه المهنة، يمكن أن تختلف المعدلات الفعلية من حوالي النصف إلى حوالي ضعف هذه الأرقام، يتركز عددهم في الولايات الساحلية.

## التدريب والانتساب
في معظم الولايات، يكون التدريب والشهادة على الغوص هي نفسها لجميع فروع الغوص التجاري ، ولكن قد يكون هناك حاجة إلى تدريب متخصص لمهارات محددة مرتبطة بالتطبيق.
التدريب هنا هو مجموعة العمليات التي يتعلم من خلالها الشخص المهارات الضرورية والمرجوة للغوص بأمان تحت الماء ضمن نطاق المعايير المخصصة لذلك ذات الصلة ببرنامج تدريب محدد، يتبع معظم تدريبات الغوص الإجراءات والجداول الزمنية المنصوص عليها في معايير التدريب المرتبطة، ضمن برنامج تدريب رسمي، ويتضمن المعرفة الأساسية المتصلة بالنظرية التابعة، يتضمن بعض الفيزياء الأساسية، والفيسيولوجيا و المعلومات البيئية، والتدريب على المهارات العملية في الاختيار والاستخدام الآمن للمعدات المختارة للبيئة المحددة تحت الماء، وتقييم المهارات والمعرفة المطلوبة الضرورية لوكالة إصدار الشهادات للسماح للغواص المعتمد حديثًا بالغوص ضمن نطاق محدد من الظروف عند مستوى مقبول من المخاطر. بعضها يسمح يالاعتراف بالتعلم السابق.
يرتبط تدريب الغواص ارتباطًا وثيقًا بشهادة الغواص، وبعملية تقديم وإصدار الاعتراف الرسمي بالكفاءة من قبل وكالة إصدار الشهادات أو الانتساب. عادة ما تكون شهادة الغواص التجارية من حيث معايير تدريب الغواصين الذي تنشره منظمة أو إدارة حكومية وطنية أو منظمة دولية تكون هذه الهيئات الوطنية أعضاء فيها، و تحدد معايير التدريب طريقة الغوص والمعدات ونطاق العمليات للغواصين المسجلين وفقًا لتلك المعايير، قد يتطلب الاعتراف الدولي بشهادة الغواص المحترف التسجيل من خلال وكالة حكومية وطنية أو وكالة معينة من قبل حكومة وطنية لهذا الغرض.

## سجِّل الأمان
يظل الغوص التجاري مهنة خطيرة نسبيًا ، لكن معدل الحوادث المميتة قد انخفض على مر السنين.

إحصائيات حوادث الغطس التجاري المميتة في المملكة المتحدة بين عامي 1996 و 2010 التي جمعتها HSE UK 
| كل العاملين في المملكة المتحدة | 0.5       |
| قطاع الخدمات                   | 0.3       |
| البناء                         | 2         |
| صناعات الإستخلاص               | 4         |
| الزراعة                        | 8         |
| الغوص البحري                   | 20 إلى 30 |
| الغوص العميق                   | 30 إلى 40 |